# Mariette Hansson
Mariette Petra Carola Hansson, znana również jako MaryJet (ur. 23 stycznia 1983 w Harplinge) – szwedzka piosenkarka, kompozytorka i autorka tekstów.

## Kariera muzyczna
Będąc w siódmej klasie, zadebiutowała na scenie dzięki występom w duecie wokalno-gitarowym, który tworzyła z przyjaciółką. Wkrótce poszerzyły skład formacji o dwie osoby i jako kwartet występowali jako coverowy zespół Performance. W 1999 solowo wystąpiła w programie Sikta mot stjärnorna, w którym naśladowała Amandę Marshall. W 2000 wraz z trzema koleżankami założyła zespół coverowy Ethan Xiphias. W 2008 pod pseudonimem MaryJet wydała debiutancki album studyjny pt. In This Skin, który samodzielnie wyprodukowała i które wydała nakładem własnej wytwórni fonograficznej Solid Union.

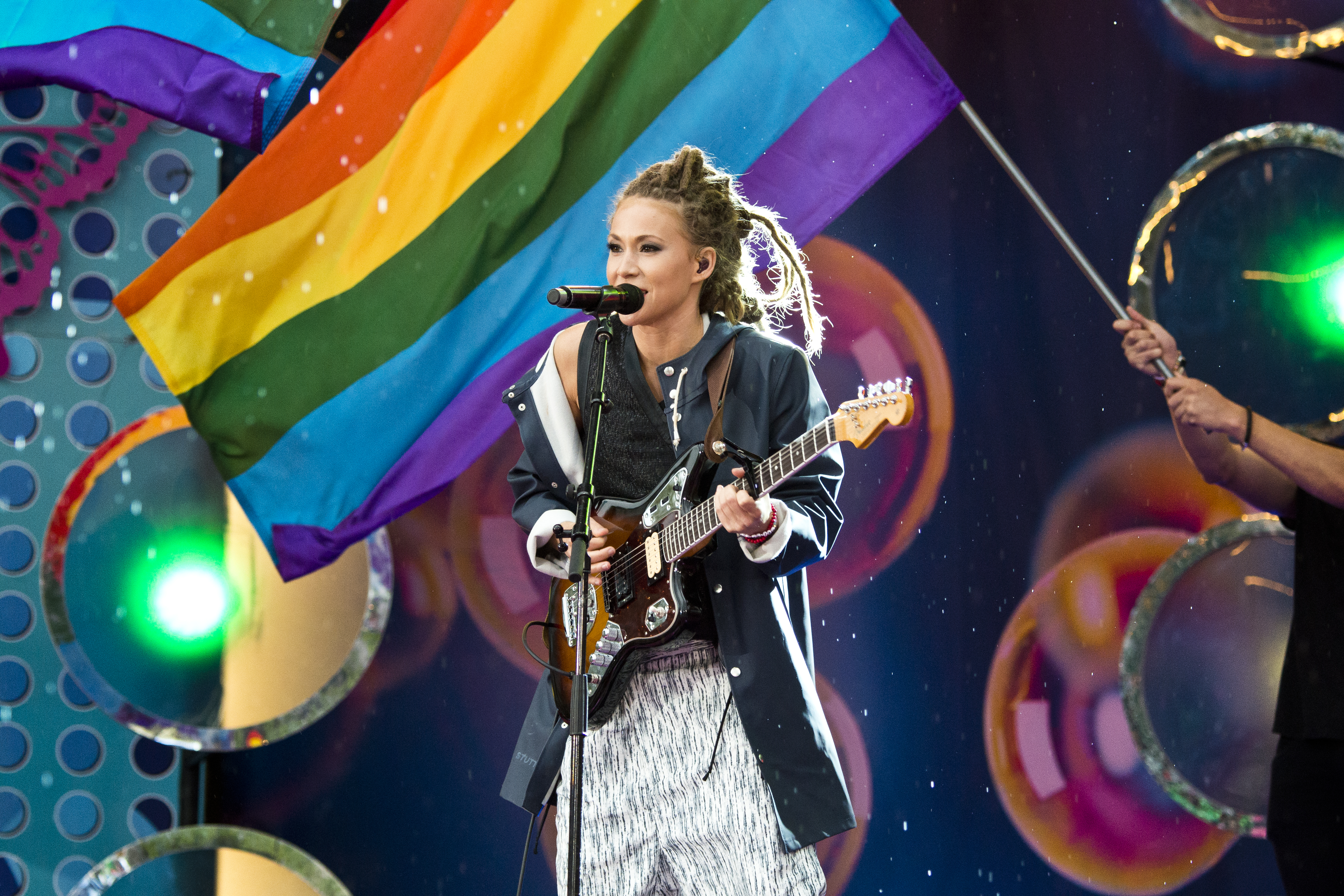
Mariette podczas występu na festiwalu Sommarkrysset 2015

Szerszej publiczności stała się znana w 2009, kiedy wzięła udział w szóstej szwedzkiej edycji programu Idol, w której zajęła czwarte miejsce. W 2011 wydała singiel „Forever”, do którego nakręciła teledysk. W 2013 zagrała na gitarze w zespole Magnusa Uggli w trakcie jego show Magnus Den Store w Sztokholmie. W 2014 koncertowała z Ace Wilder. Wiosną 2015 uczestniczyła z piosenką „Don’t Stop Believing” w programie Melodifestivalen 2015,, w którym zajęła trzecie miejsce w finale. Z singlem „Don’t Stop Believing” dotarła do 27. miejsca na szwedzkiej liście sprzedaży, a za jego sprzedaż otrzymała złoty certyfikat za przekroczenie progu 20 tys. sprzedanych kopii. 12 czerwca wydała singel „My Revolution”, który został oficjalnym hymnem szwedzkiej parady równości – Stockholm Pride 2015. Kilka dni później wydała minialbum, również zatytułowany My Revolution. Wiosną 2017 z utworem „A Million Years” zajęła czwarte miejsce w finale programu Melodifestivalen 2017 oraz dotarła do 16. miejsca na szwedzkiej liście sprzedaży, a także odebrała platynowy certyfikat za przekroczenie progu 40 tys. sprzedanych kopii singla. Wiosną 2018 uczestniczyła z utworem „For You” w programie Melodifestivalen 2018 i zajęła piąte miejsce w finale. Singel „For You” był notowany na 13. miejscu na oficjalnej szwedzkiej liście sprzedaży. Wiosną 2020 zajęła 10. miejsce z piosenką „Shout It Out” w finale programu Melodifestivalen 2020.

## Życie prywatne
W 2010 została nagrodzona w kategorii Homoseksualista/biseksualista roku podczas Gaygalan 2010, uroczystości wręczenia nagród przyznawanych przez czasopismo „QX”, skierowanego dla społeczności LGBT.

## Dyskografia

### Albumy studyjne
| Rok  | Dane dot. albumu                                                                                 |
| ---- | ------------------------------------------------------------------------------------------------ |
| 2008 | In This Skin - Wydany: 18 listopada 2008 - Wytwórnia: Solid Union - Format: CD, digital download |

### EP
| Rok  | Dane dot. albumu                                                                                |
| ---- | ----------------------------------------------------------------------------------------------- |
| 2015 | My Revolution - Wydany: 24 czerwca 2015 - Wytwórnia: Solid Union - Format: CD, digital download |
| 2023 | Playlist - Wydany: 15 lutego 2023 - Wytwórnia: Warner Music Sweden - Format: digital download   |

### Single
| Rok                                                     | Tytuł                       | Najwyższa pozycja na liście | Certyfikat     | Sprzedaż       | Album         |
| Rok                                                     | Tytuł                       | SWE                         | Certyfikat     | Sprzedaż       | Album         |
| ------------------------------------------------------- | --------------------------- | --------------------------- | -------------- | -------------- | ------------- |
| 2011                                                    | „Forever”                   | –                           |                |                | –             |
| 2014                                                    | „If Only I Can”             | –                           |                |                | –             |
| 2015                                                    | „Don’t Stop Believing”      | 27                          | - SWE: złoto   | - SWE: 20 000+ | My Revolution |
| 2015                                                    | „My Revolution”             | –                           |                |                | My Revolution |
| 2015                                                    | „The Next Generation Calls” | –                           |                |                | –             |
| 2016                                                    | „Can’t Kill My Vibe”        | –                           |                |                | –             |
| 2017                                                    | „A Million Years”           | 16                          | - SWE: platyna | - SWE: 40 000+ | Playlist      |
| 2017                                                    | „Louder”                    | –                           |                |                | Playlist      |
| 2017                                                    | „Pillow (Winter Song)”      | –                           |                |                | Playlist      |
| 2018                                                    | „For You”                   | 13                          |                |                | Playlist      |
| 2018                                                    | „Time to Spare”             | –                           |                |                | Playlist      |
| 2020                                                    | „Shout It Out”              | 30                          |                |                | Playlist      |
| 2021                                                    | „The One That Got Away”     | –                           |                |                | –             |
| 2022                                                    | „Just Du”                   | –                           |                |                | –             |
| 2023                                                    | „One Day”                   | 34                          |                |                | –             |
| 2024                                                    | „Hours & Hours”             | –                           |                |                | –             |
| „–” oznacza, że singel nie był notowany na danej liście |                             |                             |                |                |               |

### Inne notowane utwory
| Rok  | Tytuł                                         | Najwyższa pozycja na liście | Album |
| Rok  | Tytuł                                         | SWE                         | Album |
| ---- | --------------------------------------------- | --------------------------- | ----- |
| 2009 | „Because the Night” (Live)                    | 41                          | –     |
| 2009 | „Someone New” (Live; oraz Calle Kristiansson) | 35                          | –     |

### Pozostałe utwory
| Rok  | Tytuł         | Album |
| ---- | ------------- | ----- |
| 2012 | „Tom’s Diner” | –     |

### Teledyski
| Rok  | Tytuł                   | Reżyser                               |
| ---- | ----------------------- | ------------------------------------- |
| 2009 | „Fade Out”              | Alana da Silva                        |
| 2011 | „Forever”               | Alana da Silva                        |
| 2013 | „Tom’s Diner”           | Alana da Silva                        |
| 2014 | „If Only I Can”         | Alana da Silva                        |
| 2015 | „Don’t Stop Believing”  | John Artur                            |
| 2015 | „My Revolution”         | Nicklas Sternegård, Kristoffer Andrén |
| 2016 | „Can’t Kill My Vibe”    | Julius Hayes                          |
| 2021 | „The One That Got Away” | Isabelle Grönqvist                    |

## Nagrody i nominacje
| Rok  | Nagroda  | Kategoria                                | Rezultat  |
| ---- | -------- | ---------------------------------------- | --------- |
| 2010 | Gaygalan | Homoseksualista/biseksualista roku       | Wygrana   |
| 2016 | Gaygalan | Homoseksualista/biseksualista/trans roku | Nominacja |